# Helicosporangium
Helicosporangium — рід грибів. Назва вперше опублікована 1865 року.